# Folkušová
Folkušová je obec na Slovensku v okrese Martin. Žije zde 158 obyvatel.

## Historie
První písemná zmínka o obci pochází z roku 1331.

## Geografie
Obec se nachází v nadmořské výšce 520 metrů a rozkládá se na ploše 6,01 km². 